# Stanley Stanyar
Stanley Burton "Stan" Stanyar (ur. 29 grudnia 1905 w Gatineau, zm. 5 czerwca 1983 w Val-des-Monts) – kanadyjski wioślarz, brązowy medalista olimpijski.
Wystąpił na igrzyskach olimpijskich w Los Angeles w 1932, gdzie Kanadyjczycy w składzie: Earl Eastwood, Joseph Harris, Stanley Stanyar, Cedric Liddell ,Harry Fry, William Thoburn, Donald Boal, Albert Taylor i George MacDonald (sternik) zdobyli brązowy medal w ósemkach. W finale o 2,8 sekundy wyprzedziła ich osada Stanów Zjednoczonych, a o 2,6 sekundy Włosi. Był to jego jedyny start olimpijski.
Po wybuchu II wojny światowej służył w Royal Canadian Army.